# Ed Belfour
Edward John Belfour (* 21. April 1965 in Carman, Manitoba) ist ein ehemaliger kanadischer Eishockeytorwart. Während seiner Karriere spielte er für die Chicago Blackhawks, San Jose Sharks, Dallas Stars, Toronto Maple Leafs und Florida Panthers in der National Hockey League.

## Karriere
Ed Belfour wurde im Gegensatz zu den meisten NHL-Profis nicht gedraftet, sondern unterschrieb im Sommer 1987 als sogenannter „Free Agent“ (freier Spieler) einen Vertrag in der National Hockey League bei den Chicago Blackhawks. In seiner ersten Saison in Chicago kam er allerdings noch nicht zum Einsatz. Er sollte erst einmal Erfahrung im Farmteam der Blackhawks sammeln. In der darauffolgenden Saison spielte er insgesamt 23 Mal, blieb aber weiterhin der Ersatztorwart.
In der Saison 1990/91 wurde Ed Belfour die Nummer 1 bei den Chicago Blackhawks und er brachte herausragende Leistungen, was auch dementsprechend honoriert wurde. So bekam er die Calder Memorial Trophy als bester Rookie, die William M. Jennings Trophy für die wenigsten Gegentore, den Trico Goaltender Award für die beste Fangquote und die Vezina Trophy als bester Torhüter des Jahres. 1992 spielte Belfour zum ersten Mal im NHL All-Star Game und wurde auch in den folgenden Jahren noch mehrmals berufen. In der Saison 1992/93 schaffte er erneut das Double mit der William M. Jennings Trophy und der Vezina Trophy.
Es fehlte ihm allerdings weiterhin ein Titelgewinn mit der Mannschaft. Zwar schaffte er es 1992 mit Chicago bis ins Stanley-Cup-Finale, die Blackhawks unterlagen dort jedoch den von Mario Lemieux angeführten Pittsburgh Penguins.
Im Januar 1997 wurde Belfour in einem Tauschgeschäft zu den San Jose Sharks transferiert, bei denen er die laufende Saison zu Ende spielte. Im Sommer unterschrieb er einen Vertrag bei den Dallas Stars. Die zweite Saison in Dallas brachte ihm den Titel und er gewann 1999 mit den Stars den Stanley Cup. Außerdem gewann er gemeinsam mit Ersatztorhüter Roman Turek die William M. Jennings Trophy, Belfours vierte insgesamt.
2002 durfte er mit dem Team Kanada zu den Olympischen Winterspielen. Kanada setzte sich im Finale gegen die USA durch und gewann somit die Goldmedaille, Belfour kam allerdings keine einzige Minute zum Einsatz.
Im Sommer 2002 unterschrieb er einen Vertrag bei den Toronto Maple Leafs, für die er mit guten Leistungen spielte, allerdings ohne großen Erfolg in der Meisterschaft. Nachdem Belfour in der Saison 2005/06 mit starken Rückenproblemen zu kämpfen hatte und nur 49 Spiele absolvieren konnte, lösten die Maple Leafs seinen Vertrag im Sommer auf. Seine Position wurde 2006/07 von Andrew Raycroft übernommen.
Ed Belfours Verhandlungen um einen Vertrag bei den Detroit Red Wings scheiterten, worauf Belfour bei den Florida Panthers unterschrieb. Dort sollte er gemeinsam mit Alexander Auld das gleichberechtigte Torhüter-Duo bilden. Nachdem Auld sich verletzte, avancierte Belfour für die Saison zur alleinigen Nummer eins. Er spielte eine solide Saison, erreichte bei 58 Spielen 27 Siege gegenüber 17 Niederlagen und wurde zum wertvollsten Spieler der Panthers gewählt. Die Playoffs konnten sie jedoch nicht erreichen und Belfour erhielt keinen neuen Vertrag.
Nachdem ihn im Sommer 2007 kein NHL-Team verpflichtet hatte, wechselte Belfour nach Schweden in die HockeyAllsvenskan zu Leksands IF.
2011 wurde er mit der Aufnahme in die Hockey Hall of Fame geehrt.

## Meilensteine und Besonderes
- Ed Belfour wird auch „The Eagle“ genannt, was von dem Adlermotiv auf seiner Tormann-Maske kommt, die er seit seiner Zeit in Chicago trägt.

- In San Jose, Dallas, Toronto und Florida trug er die Nummer 20 zu Ehren der russischen Torwartlegende Wladislaw Tretjak.

- Während der Saison 2005/06 schaffte Ed Belfour den 457. Sieg in seiner Karriere, womit er den zweiten Platz in der Geschichte der NHL einnahm. Mittlerweile wurde er aber von Martin Brodeur überholt und hat 484 Siege zu verbuchen. Zudem ist er mit 963 Spielen der Torhüter mit den viertmeisten Einsätzen in der NHL-Geschichte. (Stand: Ende Saison 2014/15)

## Negativschlagzeilen
Als Ed Belfour 2000 für die Dallas Stars spielte, kam es in der Bar eines gehobeneren Hotels zu einer Auseinandersetzung mit einem Sicherheitsbediensteten, und Belfour weigerte sich, von der Polizei abgeführt zu werden. Er erhielt dafür eine Freiheitsstrafe von zwei Jahren auf Bewährung und eine Geldstrafe in Höhe von 3.000 US-Dollar. Am 8. April 2007, einige Stunden nach dem letzten Saisonspiel, kam es in einer Bar in Florida erneut zu einem Handgemenge zwischen Belfour und einem Polizisten. Auf Anweisung des Sicherheitspersonals sollte Belfour von der Polizei der Bar verwiesen werden. Der Goalie der Florida Panthers war aber alkoholisiert und wehrte sich dagegen. Belfour wurde schließlich zusammen mit Teamkamerad Ville Peltonen festgenommen und erst nach Zahlung einer Kaution wieder gehen gelassen.

## Erfolge und Auszeichnungen
| - 1986 MJHL First All-Star-Team - 1986 MJHL Top Goaltender - 1987 Broadmoor-Trophy-Gewinn mit der University of North Dakota - 1987 WCHA First All-Star Team - 1987 NCAA-Division-I-Championship mit der University of North Dakota - 1987 NCAA Championship All-Tournament Team - 1988 Garry F. Longman Memorial Trophy (gemeinsam mit John Cullen) - 1988 IHL First All-Star Team - 1991 Calder Memorial Trophy - 1991 Vezina Trophy - 1991 William M. Jennings Trophy - 1991 Trico Goaltender Award - 1991 NHL First All Star-Team - 1991 NHL All-Rookie Team - 1992 Teilnahme am NHL All-Star Game | - 1992 NHL-Spieler des Monats Dezember (gemeinsam mit Mario Lemieux) - 1993 Teilnahme am NHL All-Star Game - 1993 Vezina Trophy - 1993 William M. Jennings Trophy - 1993 NHL First All Star-Team - 1995 William M. Jennings Trophy - 1995 NHL Second All Star-Team - 1996 Teilnahme am NHL All-Star Game - 1998 Teilnahme am NHL All-Star Game - 1999 Teilnahme am NHL All-Star Game - 1999 Stanley-Cup-Gewinn mit den Dallas Stars - 1999 William M. Jennings Trophy (gemeinsam mit Roman Turek) - 2000 Roger Crozier Saving Grace Award - 2003 Teilnahme am NHL All-Star Game (verletzungsbedingte Absage) - 2011 Aufnahme in die Hockey Hall of Fame |

### International
- 1991 Goldmedaille beim Canada Cup
- 2002 Goldmedaille bei den Olympischen Winterspielen

## Karrierestatistik
(Legende zur Torhüterstatistik: GP oder Sp = Spiele insgesamt; W oder S = Siege; L oder N = Niederlagen; T oder U oder OT = Unentschieden oder Overtime- bzw. Shootout-Niederlage; Min. = Minuten; SOG oder SaT = Schüsse aufs Tor; GA oder GT = Gegentore; SO = Shutouts; GAA oder GTS = Gegentorschnitt; Sv% oder SVS% = Fangquote; EN = Empty Net Goal; 1 Play-downs/Relegation; Kursiv: Statistik nicht vollständig)